# Haier

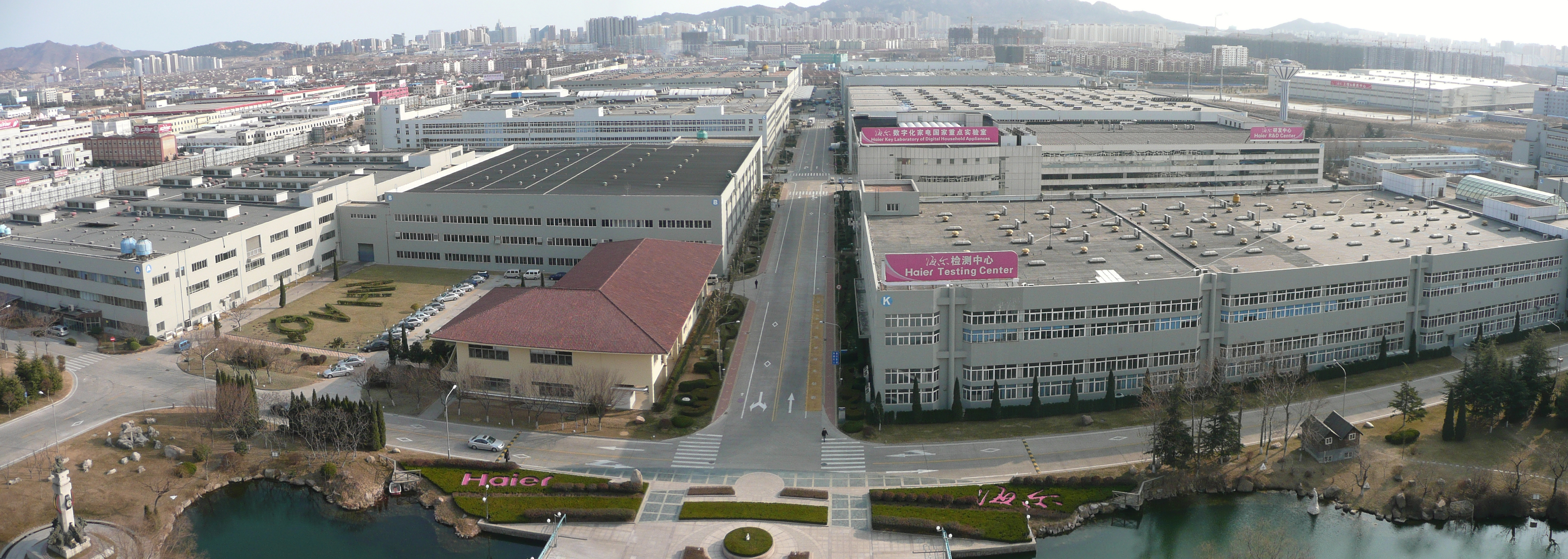
Industrieterrein van Haier in Qingdao.

Haier is een Chinese fabrikant van huishoudelijke apparaten (witgoed) en consumentenelektronica (bruingoed) waarvan het hoofdkantoor is gevestigd in Qingdao. Haier is de op twee na grootste fabrikant van witgoed ter wereld. Naast wit- en bruingoed produceert Haier ook IT-producten, waarvan het hoofdkantoor zich in Eindhoven, Nederland bevindt. 
Haier werd opgericht in 1987 en heeft een beursnotering aan de Shanghai Stock Exchange. Verder maakt Haier deel uit van de Dow Jones China 88 Index. 
In 2005 behaalde Haier, wereldwijd een omzet van meer dan $12 miljard. Binnen de verstrekkende organisatie van Haier werken 51.000 werknemers, welke allemaal eigenaar zijn van het bedrijf. Haier is een internationale onderneming gericht op het lowbudgetsegment, met een wereldwijde distributie met echter beperkte distributiekanalen binnen West-Europa. Haier is als vijfde gepositioneerd op de ranglijst voor bedrijven voor elektronische consumentengoederen.
In januari 2016 maakte General Electric bekend zijn huishoudelijke apparatendivisie te verkopen aan Haier voor een bedrag van meer dan $4 miljard.